# Gavdopoúla
Gavdopoúla (grec moderne : Γαυδοπούλα) est une île de Grèce située au Sud de la Crète, au nord-ouest de l'île de Gávdos qui constitue le point le plus méridional du pays et de l'Union européenne.